# San Agustín Tlacotepec
San Agustín Tlacotepec là một đô thị thuộc bang Oaxaca, México. Năm 2005, dân số của đô thị này là 876 người.